# 广东秃茶
广东秃茶（学名：Camellia kwangtungensis）是山茶科山茶属的植物。分布在中国大陆的广东等地，生长于海拔1,100米的地区，一般生于山谷密林，目前尚未由人工引种栽培。